# Netiw ha-Asara
Netiw ha-Asara (hebr. נתיב העשרה) – moszaw położony w samorządzie regionu Chof Aszkelon, w Dystrykcie Południowym, w Izraelu.
Leży na nadmorskiej równinie przy Strefie Gazy w północno-zachodniej części pustyni Negew, w otoczeniu kibuców Zikim, Karmijja, Jad Mordechaj i Erez. Na granicy ze Strefą Gazy znajduje się przejście graniczne Erez.

## Historia
Moszaw został założony w 1982 przez grupę siedemdziesięciu żydowskich rodzin, które ewakuowano z likwidowanej osady Netiw ha-Asara na półwyspie Synaj. Była to jedna z konsekwencji zawarcia przez Izrael Porozumienia Camp David z Egiptem. Pierwotnie nazywał się Minyan, co było nawiązaniem do Minjanu (kworum modlitewne wynoszące dziesięciu dorosłych mężczyzn), a jednocześnie oddawało cześć 10 izraelskim żołnierzom, którzy zginęli w katastrofie helikoptera przy Rafah.
Po ewakuacji w 2005 żydowskich osiedli ze Strefy Gazy, moszaw Netiw ha-Asara znalazł się w bezpośrednim sąsiedztwie terytorium Autonomii Palestyńskiej. Z tego powodu w południowej części moszawu, na dawnym prakingu urządzono niewielką placówkę Sił Obronnych Izraela, w której rozlokowano czołgi. Równocześnie wzmocniono granicę ze Strefą Gazy, budując trzy wysokie betonowe zapory (ochrona przed ostrzałem snajperów) oraz płot pod napięciem.

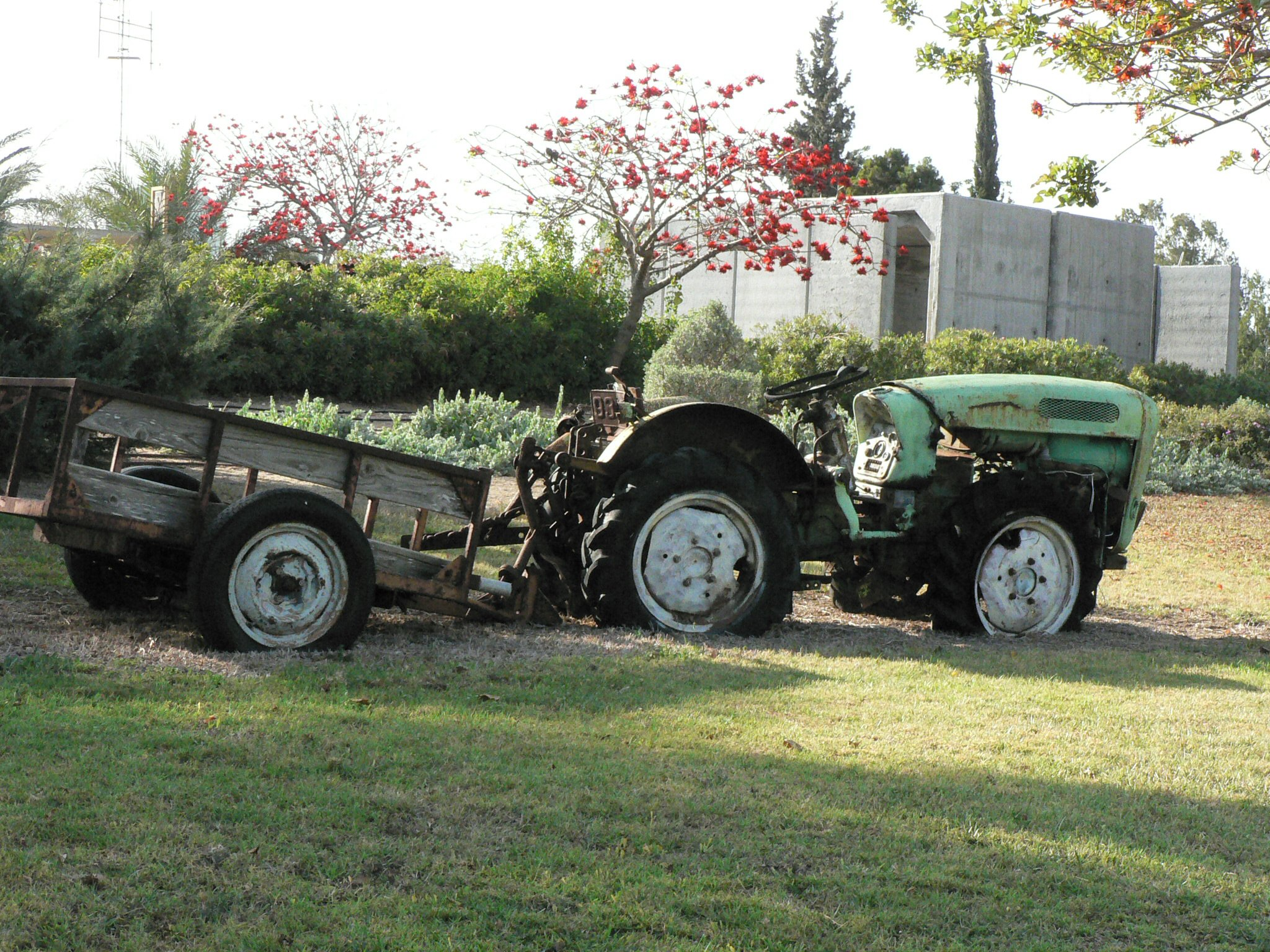
Traktor w moszawie Netiw ha-Asara. W tle widoczny schron

Moszaw wielokrotnie był celem ostrzału rakietami Kassam, pociskami rakietowymi Katiusza i moździerzy. Rząd dla ochrony mieszkańców wybudował przy każdym domu schron. Dodatkowo wzmocniono dach przedszkola.
25 sierpnia 2007 palestyńscy terroryści z Ludowych Komitetów Oporu usiłowali zaatakować moszaw, zostali jednak zabici przez ochronę.

## Kultura i sport
W moszawie znajduje się ośrodek kultury, basen kąpielowy oraz boisko do piłki nożnej.

## Gospodarka
Gospodarka moszawu opiera się na intensywnym rolnictwie i uprawach w szklarniach.

## Komunikacja
Z moszawu wychodzi w kierunku wschodnim lokalna droga, którą dojeżdża się do drogi ekspresowej nr 4  (Erez–Kefar Rosz ha-Nikra).